# Stigmella grandistyla
Stigmella grandistyla là một loài bướm đêm thuộc họ Nepticulidae. Nó được miêu tả bởi Puplesis năm 1994. Nó được tìm thấy ở Georgia.
Ấu trùng ăn Pyrus species. Chúng có thể ăn lá nơi chúng làm tổ.